# Škoda Yeti
El Škoda Yeti es un automóvil todoterreno que la empresa checa Škoda vendió desde el año 2009 hasta 2017. Es un cinco plazas con motor delantero transversal, tracción delantera o en las cuatro ruedas y carrocería de cinco puertas. Por dimensiones, se asemeja tanto a furgonetas pequeñas tales como la Peugeot Partner y la propia Škoda Roomster como a todoterrenos tales como el Mitsubishi ASX y el Suzuki S-Cross. El modelo se fabricaba en Kvasiny, República Checa. En 2017 fue reemplazado por el Škoda Karoq.
Se presentó como prototipo por primera vez en el Salón del Automóvil de Ginebra de 2005, y luego en una versión pickup en el Salón del Automóvil de Frankfurt de ese año, que no llegó a concretarse en una versión comercial.
La gama de motores del Yeti se componía de motores de cuatro cilindros en línea equipados con turbocompresor e inyección directa. En su lanzamiento, los gasolina son un 1.2 litros de 105 CV y un 1.8 litros de 160 CV, en tanto que el diésel es un 2.0 litros en variantes de 110 y 140 CV de potencia máxima.
En el Salón del Automóvil de Frankfurt de 2013 se presentó una reestilización de este automóvil. Esta nueva versión posee cambios más importantes en China, como la batalla alargada y la rueda de repuesto acoplada en el exterior.
En su nueva versión las motorizaciones comprenden motores a gasolina de 1.2 litros TSI de 105 CV, 1,4 litros TSI de 125 CV y 1.8 litros TSI de 160 CV, mientras que los motores Diésel se componen de 1.6 litros TDI de 105 CV y 2.0 litros TDI con potencias de 110, 140 y 170 CV.

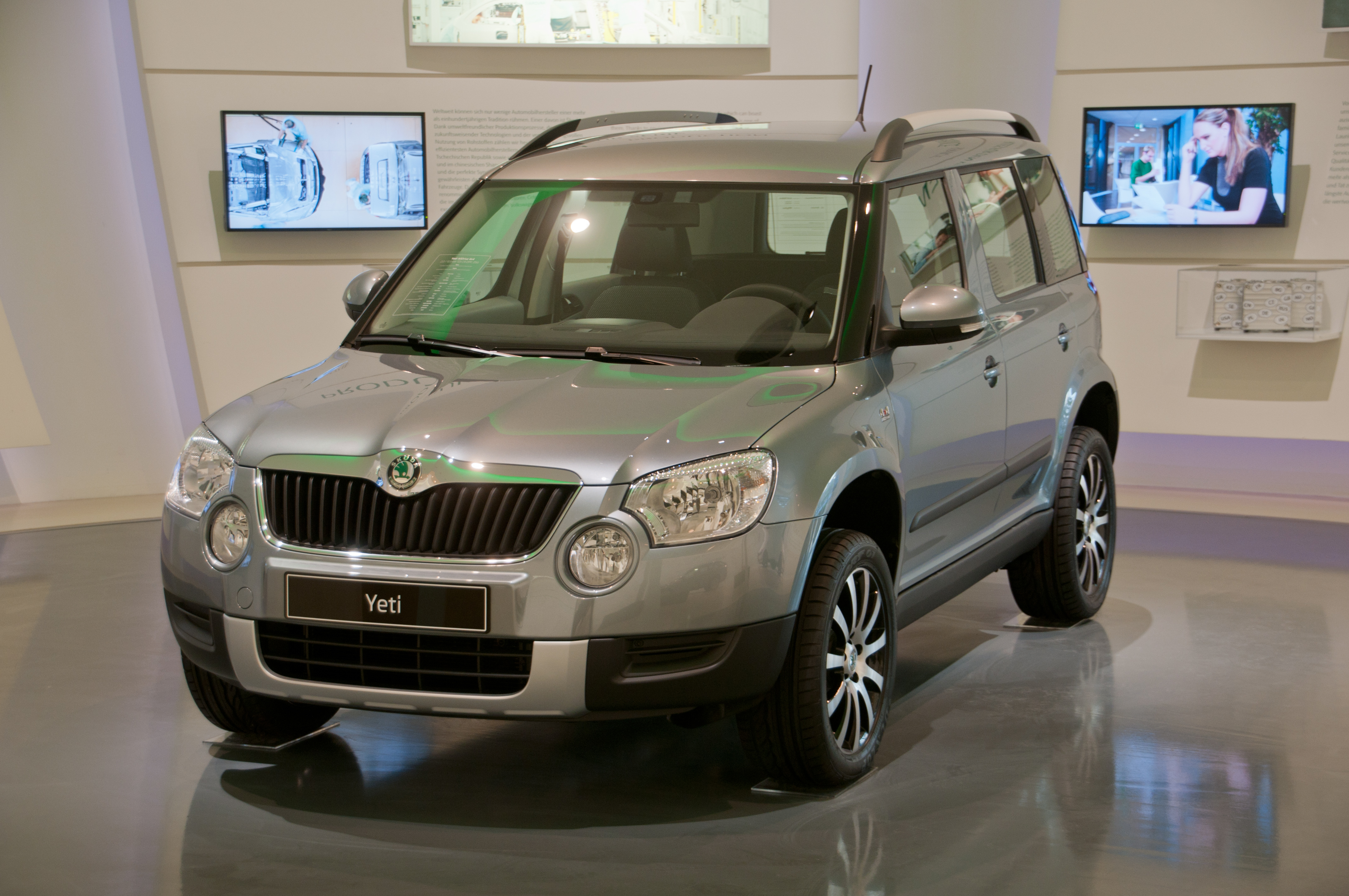
Delantera
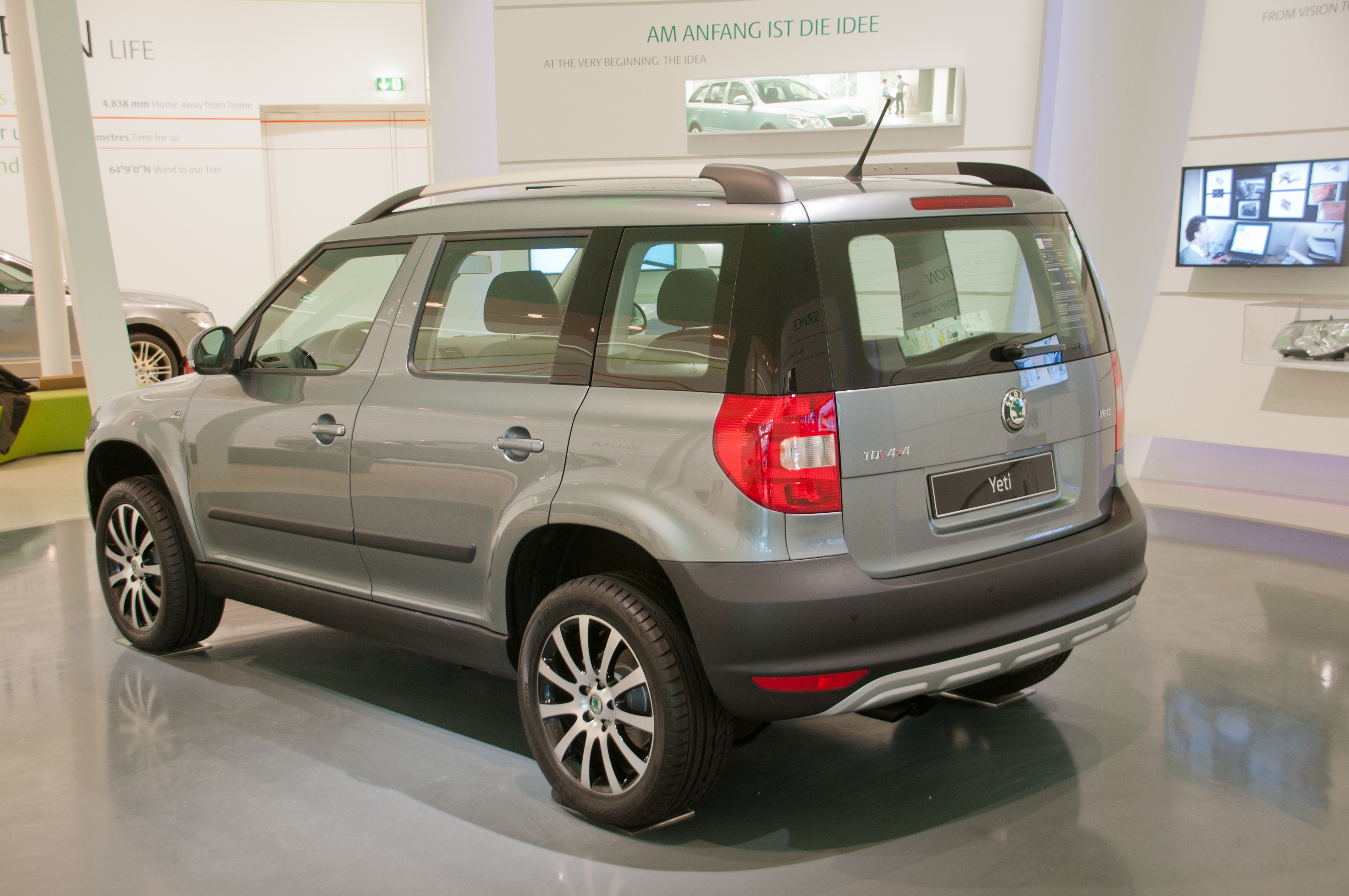
Trasera
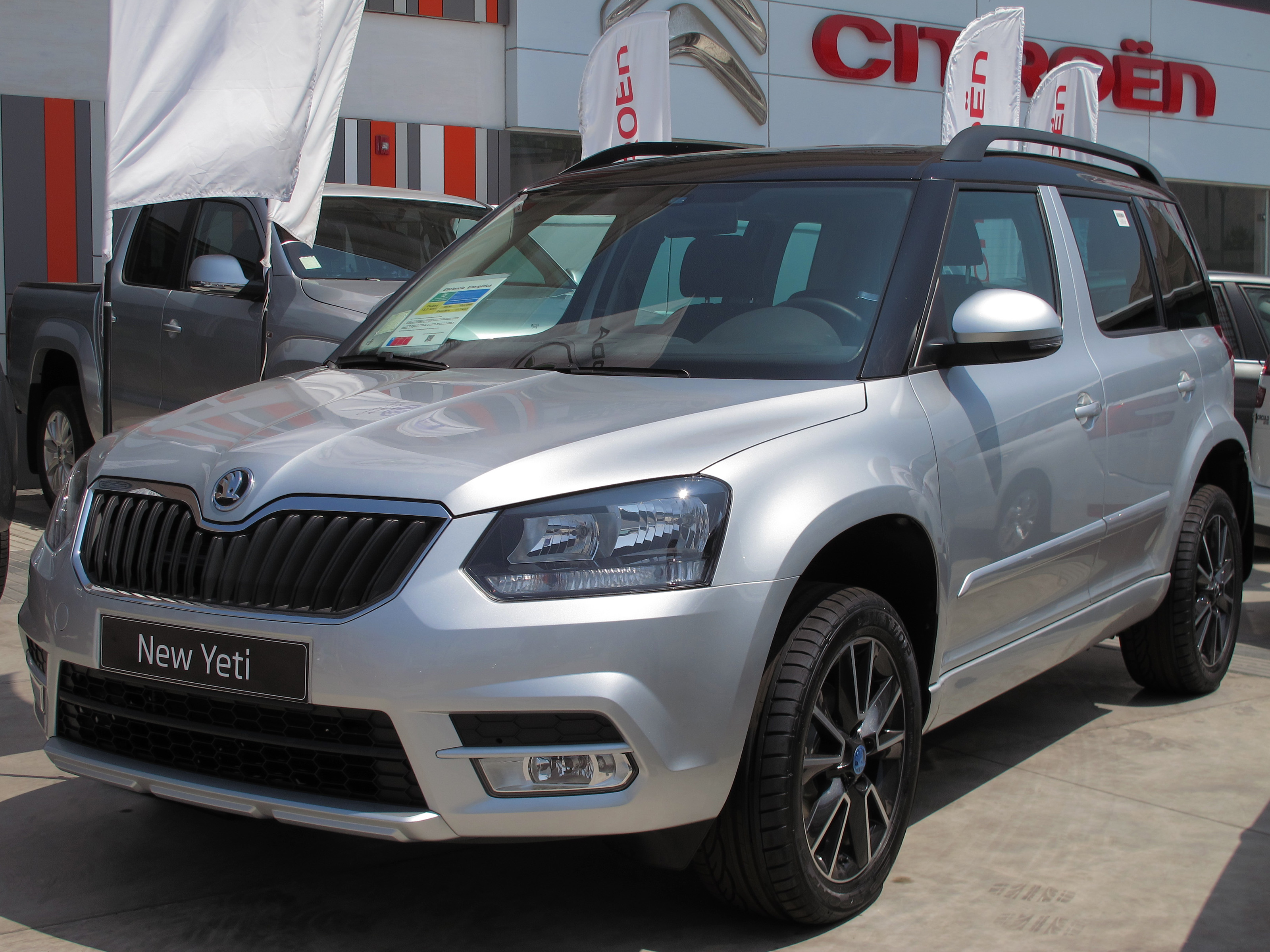
nuevo frontal

## Motorizaciones
| Periodo                        | 2009-2014                                         | 2014-2017                                         | 2010-2015                                         | 2015-2017                                         | 2015-2017                                     | 2011-2015                                     | 2009-2015                                     |
| Identificación del motor       | CBZB                                              | CYVB                                              | CAXA                                              | CZCA                                              | CZEA, CZDA                                    | CGYA                                          | CDDA                                          |
| Tipo de motor                  | L4 8v, inyección directa, turbo, intercooler      | L4 16v, inyección directa, turbo, intercooler     | L4 16v, inyección directa, turbo, intercooler     | L4 16v, inyección directa, turbo, intercooler     | L4 16v, inyección directa, turbo, intercooler | L4 16v, inyección directa, turbo, intercooler | L4 16v, inyección directa, turbo, intercooler |
| Diámetro x carrera             | 71.0 mm × 75.6 mm                                 | 71.0 mm × 75.6 mm                                 | 76.5 mm × 75.6 mm                                 | 74.5 mm × 80.0 mm                                 | 74.5 mm × 80.0 mm                             | 82.5 mm × 84.1 mm                             | 82.5 mm × 84.1 mm                             |
| Cilindrada                     | 1197 cm³                                          | 1197 cm³                                          | 1390 cm³                                          | 1395 cm³                                          | 1395 cm³                                      | 1798 cm³                                      | 1798 cm³                                      |
| Relación de compresión         | 10.0: 1                                           | 10.5: 1                                           | 10.0: 1                                           | 10.5: 1                                           | 10.5: 1                                       | 9.6: 1                                        | 9.6: 1                                        |
| Potencia máxima: CV (kW) @ rpm | 105 CV (77 kW) @ 5000                             | 110 CV (81 kW) @ 5600                             | 122 CV (90 kW) @ 5000                             | 125 CV (92 kW) @ 6000                             | 150 CV (110 kW) @ 6000                        | 152 CV (112 kW) @ 4300-6200                   | 160 CV (118 kW) @ 4500-6200                   |
| Par máximo: Nm @ rpm           | 175 Nm @ 1500-3500                                | 175 Nm @ 1400-4000                                | 200 Nm @ 1500-4000                                | 200 Nm @ 1400-4000                                | 250 Nm @ 1500-3500                            | 250 Nm @ 1500-4200                            | 250 Nm @ 1500-4500                            |
| Tracción                       | Delantera                                         | Delantera                                         | Delantera                                         | Delantera                                         | Total (4x4)                                   | Total (4x4)                                   | Total (4x4)                                   |
| Transmisión                    | Manual, 6 velocidades / Automática, 7 velocidades | Manual, 6 velocidades / Automática, 7 velocidades | Manual, 6 velocidades / Automática, 7 velocidades | Manual, 6 velocidades / Automática, 7 velocidades | Automática, 6 velocidades                     | Automática, 6 velocidades                     | Manual, 6 velocidades                         |
| Peso                           | 1345-1375 kg                                      | 1340 kg                                           | 1375-1395 kg                                      | 1355 kg                                           | 1471 kg                                       | 1505-1540 kg                                  | 1505-1540 kg                                  |
| Aceleración 0–100 km/h         | 11.8-12.0 s                                       | 10.9 s                                            | 10.5-10.6 s                                       | 9.9 s                                             | 8.7 s                                         | 9.0 s                                         | 8.4 s                                         |
| Velocidad máxima               | 173-175 km/h                                      | 179 km/h                                          | 183-185 km/h                                      | 187 km/h                                          | 195 km/h                                      | 192 km/h                                      | 200 km/h                                      |
| Consumo combinado (L/100 km)   | 6.4-6.6                                           | 5.5                                               | 6.4-6.8                                           | 5.8                                               | 6.3                                           | 8.0                                           | 8.0                                           |
| Normativa anticontaminación    | Euro 5                                            | Euro 6                                            | Euro 5                                            | Euro 6                                            | Euro 6                                        | Euro 5                                        | Euro 5                                        |

| Periodo                        | 2010-2015                                                  | 2009-2017                                                  | 2009-2015                                                  | 2015-2017                                                  | 2009-2015                                                  |
| Identificación del motor       | CAYC                                                       | CBDC                                                       | CBAB, CFFB, CJAA                                           | DCYA, DEJA                                                 | CBBB, CFGB                                                 |
| Tipo de motor                  | L4 16v, inyección directa, common-rail, turbo, intercooler | L4 16v, inyección directa, common-rail, turbo, intercooler | L4 16v, inyección directa, common-rail, turbo, intercooler | L4 16v, inyección directa, common-rail, turbo, intercooler | L4 16v, inyección directa, common-rail, turbo, intercooler |
| Diámetro x carrera             | 79.5 mm × 80.5 mm                                          | 81.0 mm × 95.5 mm                                          | 81.0 mm × 95.5 mm                                          | 81.0 mm × 95.5 mm                                          | 81.0 mm × 95.5 mm                                          |
| Cilindrada                     | 1598 cm³                                                   | 1968 cm³                                                   | 1968 cm³                                                   | 1968 cm³                                                   | 1968 cm³                                                   |
| Relación de compresión         | 16.5: 1                                                    | 16.5: 1                                                    | 16.5: 1                                                    | 16.5: 1                                                    | 16.5: 1                                                    |
| Potencia máxima: CV (kW) @ rpm | 105 CV (77 kW) @ 4400                                      | 110 CV (81 kW) @ 4200                                      | 140 CV (103 kW) @ 4200                                     | 150 CV (110 kW) @ 3500                                     | 170 CV (125 kW) @ 4200                                     |
| Par máximo: Nm @ rpm           | 250 Nm @ 1500-2500                                         | 250 Nm @ 1500-2500                                         | 320 Nm @ 1750-2500                                         | 340 Nm @ 1750-3000                                         | 350 Nm @ 1750-2500                                         |
| Tracción                       | Delantera                                                  | Delantera / Total (4x4)                                    | Delantera / Total (4x4)                                    | Delantera / Total (4x4)                                    | Total (4x4)                                                |
| Transmisión                    | Manual, 5 velocidades / Automática, 7 velocidades          | Manual, 5 velocidades / Manual, 6 velocidades (4x4)        | Manual, 6 velocidades / Automática, 6 velocidades          | Manual, 6 velocidades / Automática, 6 velocidades          | Manual, 6 velocidades / Automática, 6 velocidades          |
| Peso                           | 1410 kg                                                    | 1420-1525 kg                                               | 1470-1555 kg                                               | 1486-1565 kg                                               | 1535 kg                                                    |
| Aceleración 0–100 km/h         | 12.1 s                                                     | 11.6-12.2 s                                                | 9.7-10.2 s                                                 | 9.0 s                                                      | 8.4 s                                                      |
| Velocidad máxima               | 176 km/h                                                   | 174-177 km/h                                               | 187-193 km/h                                               | 199 km/h                                                   | 201 km/h                                                   |
| Consumo combinado (L/100 km)   | 4.6                                                        | 5.4-6.1                                                    | 5.1-6.5                                                    | 4.8                                                        | 5.9-6.1                                                    |
| Normativa anticontaminación    | Euro 5                                                     | Euro 5, Euro 6                                             | Euro 5                                                     | Euro 6                                                     | Euro 5                                                     |